# تأمين السفر

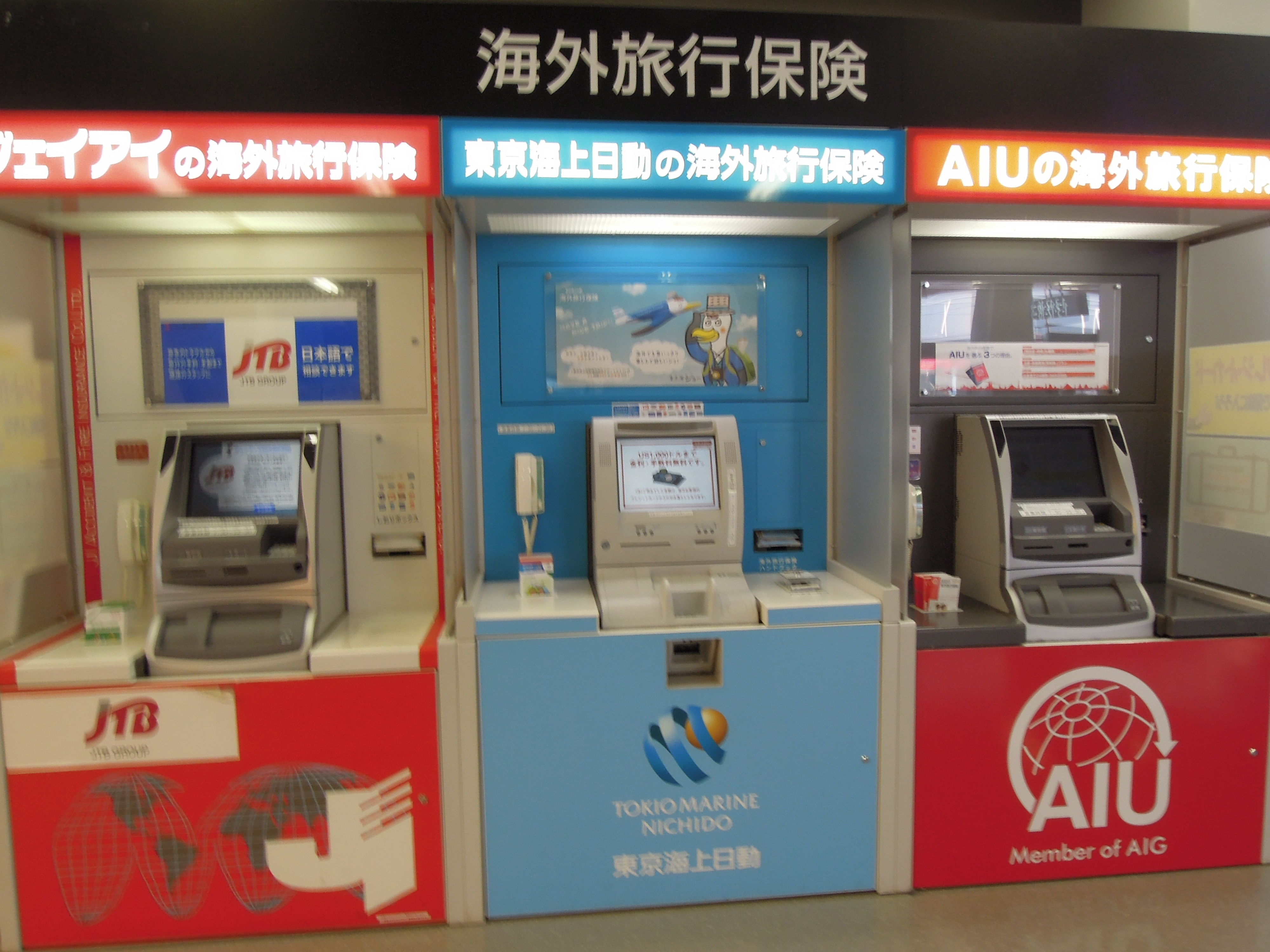
آلات بيع تأمينات السفر في اليابان

التأمين على السفر هو منتج تأميني لتغطية الخسائر غير المتوقعة التي يتم تكبدها أثناء السفر، سواء دوليًا أو محليًا. تغطي السياسات الأساسية عمومًا النفقات الطبية الطارئة فقط أثناء تواجدك بالخارج، بينما تشمل السياسات الشاملة عادةً تغطية إلغاء الرحلة والأمتعة المفقودة وتأخير
الرحلات والمسؤولية العامة والنفقات الأخرى.

## شراء الوثائق

### حساب التكلفة
يعتمد تأمين السفر على المخاطر، ويأخذ في الاعتبار مجموعة من العوامل لتحديد ما إذا كان بإمكان المسافر شراء بوليصة التأمين وما سيكون القسط. يشمل هذا بشكل عام بلدان أو مناطق الوجهة، ومدة الرحلة، وعمر المسافرين، وأي مزايا اختيارية يحتاجون إلى تغطية لها مثل الحالات الطبية الموجودة مسبقًا، أو رياضات المغامرة، أو تأجير المركبات الزائدة، أو الإبحار، أو القيمة العالية إلكترونيات. ستأخذ بعض السياسات أيضًا في الاعتبار القيمة المقدرة للمسافر لرحلتهم لتحديد السعر. قد تكون الوثيقة رحلة واحدة، تغطي المدة المحددة للرحلة القادمة، أو يمكن لسياسة «الرحلات المتعددة» أن تغطي عددًا غير محدود من الرحلات ذات المدة المحدودة في غضون عام.

### شروط رحلة المغادرة والعودة
يجب شراء معظم وثائق تأمين السفر قبل المغادرة من الوطن، أو من نقطة المغادرة الأولى (مثل المطار)، اعتمادًا على المنتج. يقدم عدد أقل من العلامات التجارية تأمين السفر للمسافرين الموجودين في الخارج بالفعل والذين نسوا شراء تأمين سفر أو لديهم وثائق تأمين منتهية الصلاحية. تتطلب معظم وثائق التأمين من المرء أن يبدأ وينتهي رحلة المرء في بلد إقامته. ومع ذلك، تقدم بعض السياسات تغطية للسفر باتجاه واحد للأشخاص الذين ينتقلون بشكل دائم إلى بلد آخر.

### تأمين سفر مجاني
تقدم بعض جهات إصدار بطاقات الائتمان تأمينًا تلقائيًا على السفر إذا تم دفع تكاليف السفر بأستخدام بطاقات الائتمان الخاصة بهم، ولكن هذه السياسات عامة ولا تأخذ في الاعتبار المتطلبات والظروف الشخصية.

## الفوائد المشتركة

### طبي
في حالة الإصابة أو المرض البسيط في الخارج، تقدم المزايا الطبية تغطية لزيارات الممارسين العامين، والطب، ورسوم الإسعاف، ومزايا طب الأسنان المحدودة. في حالة الاستشفاء، تشتمل معظم سياسات تأمين السفر على خدمات المساعدة في حالات الطوارئ، والتي يمكن أن تقدم ضمانات بالدفع للمستشفيات لتلقي العلاج، والاتصال بالأطباء المعالجين، وتنظيم التحويلات بين المستشفيات أو عمليات الإجلاء الطبي إلى بلد الذي قدم منه الشخص المؤمن عليه. تشمل السياسات الأكثر شمولاً تغطية المرافق في حالات الطوارئ، بحيث يمكن لأحد أفراد الأسرة البقاء مع الشخص المؤمن عليه أثناء وجوده في المستشفى.
في حالة الوفاة في الخارج، عادةً ما تتضمن أقسام المزايا الطبية تغطية لإعادة الرفات إلى موطن الشخص المؤمّن عليه، أو جنازة في الخارج.

### إلغاء
تتضمن وثائق تأمين السفر الشاملة تغطية لأي رسوم إلغاء أو ودائع مفقودة تتعلق بإلغاء رحلة الشخص المؤمن عليه لمجموعة من الظروف الفُجائية وغير المتوقعة. وتشمل هذه الأمراض أو الإصابة، والكوارث الطبيعية وسوء الأحوال الجوية، والإضرابات وأعمال الشغب،  والاختطاف، وحالات الطوارئ العائلية. اعتمادًا على السياسة، قد يشمل أيضًا الإلغاء بسبب خدمة هيئة المحلفين، والاستغناء عن العمل بدوام كامل، وإلغاء الإجازة السنوية لأولئك في القوات المسلحة أو خدمات الطوارئ، وحظر السفر من قبل الحكومة إلى وجهة معينة.

### نفقات النقل والسفر البديلة
وتشمل العديد من السياسات استحقاقات عن النقل البديل، والإقامة، ونفقات الوجبات الغذائية إذا تأخر متعهدي النقل لفترة معينة، شريطة أن تستوفي أي شروط على مر الأوقات المعايير الواردة في السياسة. وقد تشمل السياسات أيضا منحا لشراء الأصناف الأساسية مثل الملابس وأدوات النظافة في حالة تأخيرالأمتعة من قبل شركة طيران.